# Mattijs Branderhorst
Mattijs Branderhorst (Tiel, 31 december 1993) is een Nederlands voetballer die speelt als doelman. Hij verruilde FC Utrecht in de zomer van 2025 aan Fortuna Sittard, dat hem het vorige seizoen ook al huurde.

## Carrière

### Willem II
Branderhorst speelde in zijn geboortestad bij Theole alvorens hij in de gezamenlijke jeugdopleiding van Willem II en RKC terechtkwam. Op 13 augustus 2012 maakte Branderhorst zijn debuut voor Jong Willem II, in een wedstrijd tegen Jong NAC Breda. Op 18 november 2012 werd hij voor het eerst bij de wedstrijdselectie van het eerste elftal gehaald. In een wedstrijd tegen Almere City hield trainer Jurgen Streppel hem de hele wedstrijd op de bank.
In de jaren die volgden werd Branderhorst een vaste waarde in het beloftenelftal van de Tilburgers. Gedurende het seizoen 2015/16 verhuurde de club hem aan MVV Maastricht. Daarvoor maakte hij op 13 september 2015 zijn debuut in het betaald voetbal, tegen NAC Breda. Branderhorst kwam de tweede helft het veld in als vervanger van de geblesseerde Jo Coppens. Branderhorst keepte slechts zes wedstrijden voor MVV en keerde in juli 2016 terug naar Willem II.    
Branderhorst maakte op 15 oktober 2017 zijn debuut voor Willem II in de Eredivisie. Hij begon onder de lat in de wedstrijd tegen FC Twente als vervanger van de geblesseerde eerste doelman Timon Wellenreuther.

### N.E.C.
Op 28 januari 2019 werd hij tot het einde van het seizoen aan N.E.C. verhuurd. Op 1 februari 2019 maakte hij zijn debuut in de met 4-1 gewonnen thuiswedstrijd met Jong FC Utrecht. Na afloop van de huurperiode besloot N.E.C. om de sluitpost definitief naar Nijmegen te halen. Hij tekende een contract voor twee seizoenen. Het tweede seizoen was hij onbetwist basisspeler en speelde hij alle wedstrijden, tot de competitie werd stilgelegd. 
Het seizoen 2020/21 begon hij als tweede keeper, achter de van een blessure herstelde Norbert Alblas. Wel keepte hij de twee bekerwedstrijden tegen Fortuna Sittard en VVV-Venlo. Op 26 februari 2021 besloot Meijer tot een keeperswissel: na een aantal ongelukkige optredens van Alblas werd Branderhorst weer de eerste keeper. Op 23 mei promoveerde Branderhorst met N.E.C. naar de Eredivisie, door in de finale van de play-offs NAC Breda met 1-2 te verslaan. Op 22 juni werd bekend dat Branderhorst zijn aflopende contract met twee seizoenen had verlengd.
In zijn eerste seizoen met N.E.C. in de Eredivisie, won hij de concurrentiestrijd van Danny Vukovic. Hij was eerste keeper en pakte meteen drie clean sheets in de eerste vier wedstrijden. Dat seizoen hadden alleen Remko Pasveer (Ajax, 17) en Lars Unnerstall (FC Twente, 12) meer clean sheets dan Branderhorst (10). Door fansite ForzaNEC werd hij uitgeroepen tot Speler van het Jaar van N.E.C. Die zomer werd echter Oranje-international Jasper Cillessen teruggehaald naar Nijmegen, waardoor Branderhorst ondanks een uitstekend seizoen werd gedegradeerd naar tweede keeper. 
In het bekertoernooi van 2022/23 speelde Branderhorst drie bekerwedstrijden, waaronder de achtste finale tegen Feyenoord (4-4, verloren na penalty's). Branderhorst vestigde die wedstrijd een reddingenrecord: sinds deze statistieken worden bijgehouden, had geen enkele keeper in het Nederlandse voetbal meer reddingen verricht dan hij tegen Feyenoord: 23. Op 28 mei werd hem in de laatste speelronde zijn afscheid gegund in de wedstrijd tegen Fortuna Sittard (1-1). Daarna vertrok hij transfervrij bij N.E.C, waarvoor hij in totaal 106 wedstrijden keepte.

### FC Utrecht
Op 27 juni 2023 werd Branderhorst gepresenteerd bij FC Utrecht, waar hij een contract tekende voor twee seizoenen tot de zomer van 2025. Hij zou daar de concurrentiestrijd aan met Fabian de Keijzer als opvolger van de gehuurde Vasilis Barkas. Totdat FC Utrecht hem verraste met het aantrekken van Barkas omdat de Griekse doelman had besloten om zijn doorlopende contract bij Celtic te laten ontbinden. Uitgerekend op 23 september tegen N.E.C., zijn vorige club, maakte Branderhorst zijn debuut vanwege ziekte van Barkas. Hij verloor met 3-0. Hij keepte wel de bekerwedstrijden, maar werd in de tweede ronde uitgeschakeld door Feyenoord. In februari 2024 raakte Barkas geblesseerd en speelde hij vier wedstrijden achter elkaar, waarin hij in de eerste drie wedstrijden de nul hield tegen Fortuna Sittard, FC Twente en Heracles Almelo. Toch was hij in zijn eerste seizoen weer vooral tweede keeper, waardoor hij de zomer daarop openstond voor een vertrek. 

### Fortuna Sittard
Op 24 juli 2024 maakte Fortuna Sittard dat het Branderhorst voor een jaar zou huren van Utrecht, waar hij wel een optie voor een seizoen extra tekende. Hij zou na het vertrek van Michael Verrips de eerste doelman zijn voor Luuk Koopmans. Op 4 november 2024 haalde Branderhorst het nieuws, doordat hij de doelman was die op dat moment het langste geen tegentreffer heeft geïncasseerd in de vijftien grootste competities van Europa, namelijk 447 minuten. Na een seizoen waarin hij 28 competitiewedstrijden keepte, nam Fortuna Sittard hem in de zomer van 2025 definitief over van FC Utrecht.  

## Statistieken
| Seizoen         | Club              | Competitie      | Competitie | Competitie | Beker | Beker | Overig | Overig | Totaal | Totaal |
| Seizoen         | Club              | Competitie      | Wed.       | Dlp.       | Wed.  | Dlp.  | Wed.   | Dlp.   | Wed.   | Dlp.   |
| --------------- | ----------------- | --------------- | ---------- | ---------- | ----- | ----- | ------ | ------ | ------ | ------ |
| 2015/16         | Willem II         | Eredivisie      | 0          | 0          | 0     | 0     | 0      | 0      | 0      | 0      |
| 2015/16         | → MVV             | Eerste divisie  | 5          | 0          | 1     | 0     | 0      | 0      | 6      | 0      |
| 2016/17         | Willem II         | Eredivisie      | 0          | 0          | 0     | 0     | 0      | 0      | 0      | 0      |
| 2017/18         | Willem II         | Eredivisie      | 20         | 0          | 4     | 0     | 0      | 0      | 24     | 0      |
| 2018/19         | Willem II         | Eredivisie      | 1          | 0          | 2     | 0     | 0      | 0      | 3      | 0      |
| 2018/19         | → N.E.C.          | Eerste divisie  | 16         | 0          | 0     | 0     | 2      | 0      | 18     | 0      |
| 2019/20         | N.E.C.            | Eerste divisie  | 29         | 0          | 1     | 0     | 0      | 0      | 30     | 0      |
| 2020/21         | N.E.C.            | Eerste divisie  | 14         | 0          | 2     | 0     | 3      | 0      | 19     | 0      |
| 2021/22         | N.E.C.            | Eredivisie      | 34         | 0          | 0     | 0     | 0      | 0      | 34     | 0      |
| 2022/23         | N.E.C.            | Eredivisie      | 2          | 0          | 3     | 0     | 0      | 0      | 5      | 0      |
| 2023/24         | FC Utrecht        | Eredivisie      | 5          | 0          | 2     | 0     | 0      | 0      | 7      | 0      |
| 2023/24         | Jong FC Utrecht   | Eerste divisie  | 1          | 0          | 0     | 0     | 0      | 0      | 1      | 0      |
| 2024/25         | → Fortuna Sittard | Eredivisie      | 28         | 0          | 0     | 0     | 0      | 0      | 28     | 0      |
| 2025/26         | Fortuna Sittard   | Eredivisie      | 1          | 0          | 0     | 0     | 0      | 0      | 1      | 0      |
| Carrière totaal | Carrière totaal   | Carrière totaal | 156        | 0          | 15    | 0     | 5      | 0      | 176    | 0      |

## Interlandcarrière
Met het Nederlands amateurelftal onder 16 won Branderhorst in 2009 het toernooi om de Koninkrijksspelen op Aruba.